# Жаркамыс (Западно-Казахстанская область)
Жаркамыс (каз. Жарқамыс) — упразднённое село в Сырымском районе Западно-Казахстанской области Казахстана. Входило в состав Булдуртинского сельского округа. Исключено из учётных данных в 2024 году.
Код КАТО — 275839300.

## Население
В 1999 году население села составляло 170 человек (90 мужчин и 80 женщин). По данным переписи 2009 года, в селе проживали 62 человека (31 мужчина и 31 женщина).